# Jack Kirby
Jack Kirby (født 28. august 1917, død 6. februar 1994) var en af de vigtigste amerikanske tegneserietegnere.
Jacob Kurtzberg blev født i New York City. Han er især kendt for sine samarbejder med Joe Simon og Stan Lee.

## Udvalgt bibliografi

### HosMarvel Comics
- Captain America Comics #1-10 (1941-42)
- Fantastic Four #1-102 (1961-70)
- The Incredible Hulk #1-5 (1962-3)
- X-Men #1-17 (1963-65)

### HosDC Comics
- The Demon (1972-74)
- Kamandi (1972-76)